# Mistrzostwa Polski w kolarstwie przełajowym 1957
Mistrzostwa Polski w kolarstwie przełajowym 1957 odbyły się w Niemodlinie.

## Wyniki
- Stanisław Kamiński (Gwardia Warszawa)[1]
- Zbigniew Głowaty (Włókniarz Niemodlin)[2]
- Bernard Pruski (LZS Szczecin)